# Nová Ves v Horách
Nová Ves v Horách (deutsch Gebirgsneudorf, früher Rottendorf) ist eine Gemeinde im Okres Most in Tschechien.

## Geographie
Die Gemeinde Nová Ves v Horách liegt im böhmischen Teil des Erzgebirges an der Landesgrenze zu Sachsen.

## Gemeindegliederung
Die Gemeinde Nová Ves v Horách besteht aus den Ortsteilen Lesná (Ladung), Mikulovice (Nickelsdorf), Mníšek (Einsiedl) und Nová Ves v Horách (Gebirgsneudorf) sowie den Ansiedlungen Červená Jáma (Rothe Grube) und Lniště (Flachsgrund). Das Gemeindegebiet gliedert sich in die Katastralbezirke Lesná v Krušných horách, Mikulovice v Krušných horách, Mníšek v Krušných horách und Nová Ves v Horách.

### Nachbarorte
|                                               | Deutschneudorf                              | Neuhausen/Erzgeb.          |
| Hora Svaté Kateřiny (Sankt Katharinaberg)     | Kompassrose, die auf Nachbargemeinden zeigt | Klíny (Göhren)             |
| Boleboř (Göttersdorf), Vysoká Pec (Hohenofen) | Horní Jiřetín (Obergeorgenthal)             | Litvínov (Oberleutensdorf) |

## Geschichte

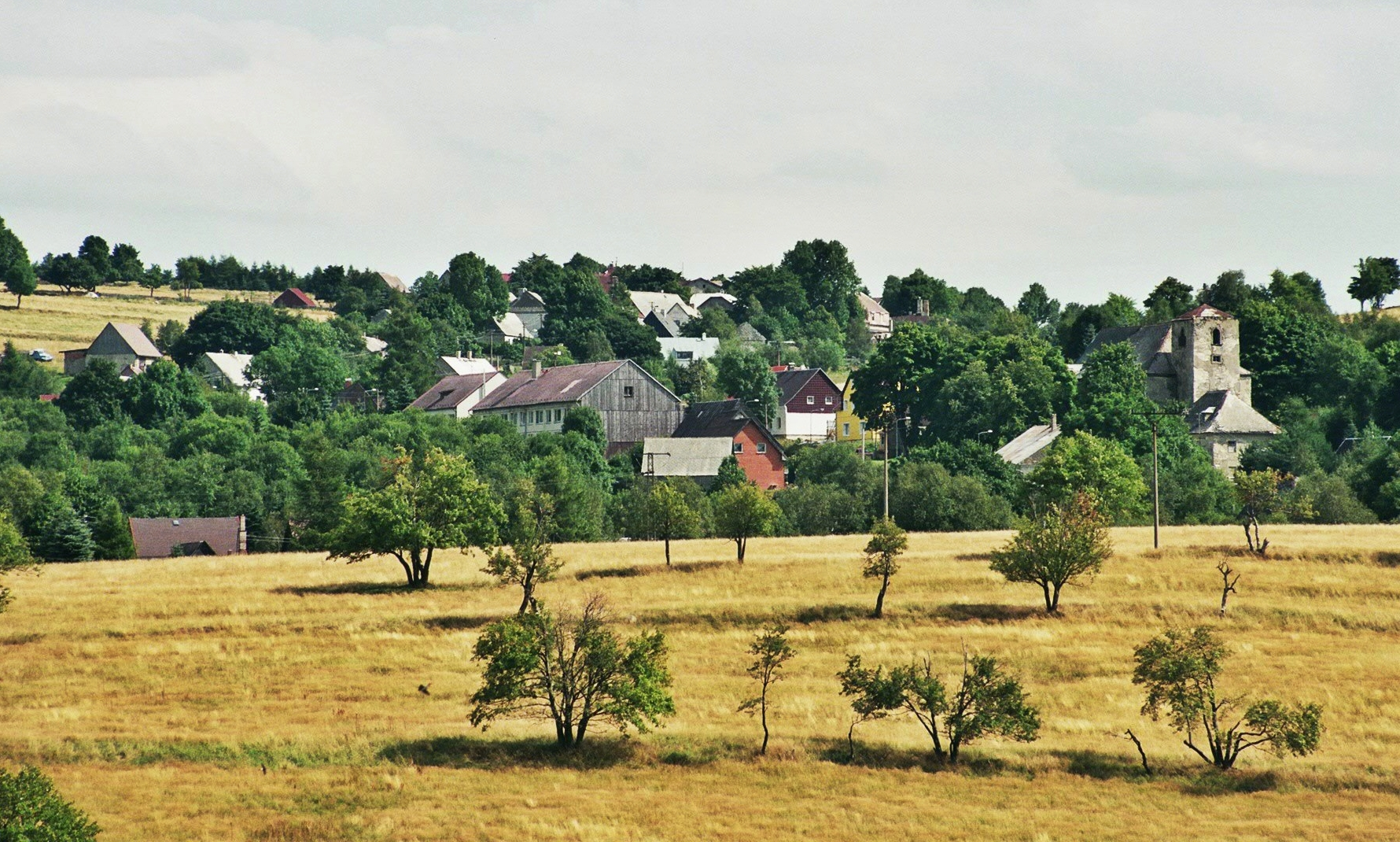
Blick auf Nová Ves v Horách (Gebirgsneudorf)

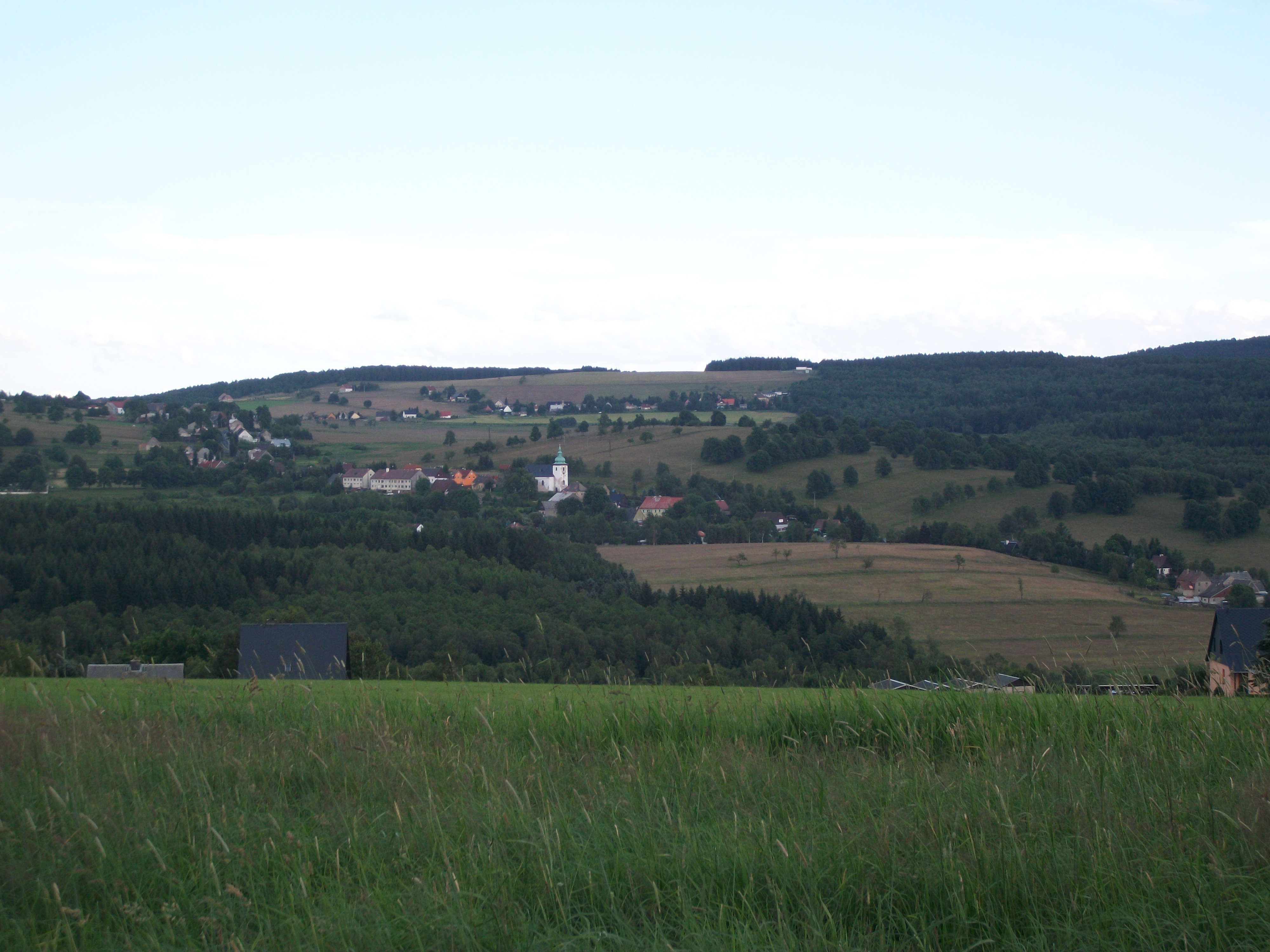
Blick von Deutschneudorf nach Nová Ves v Horách (Gebirgsneudorf)

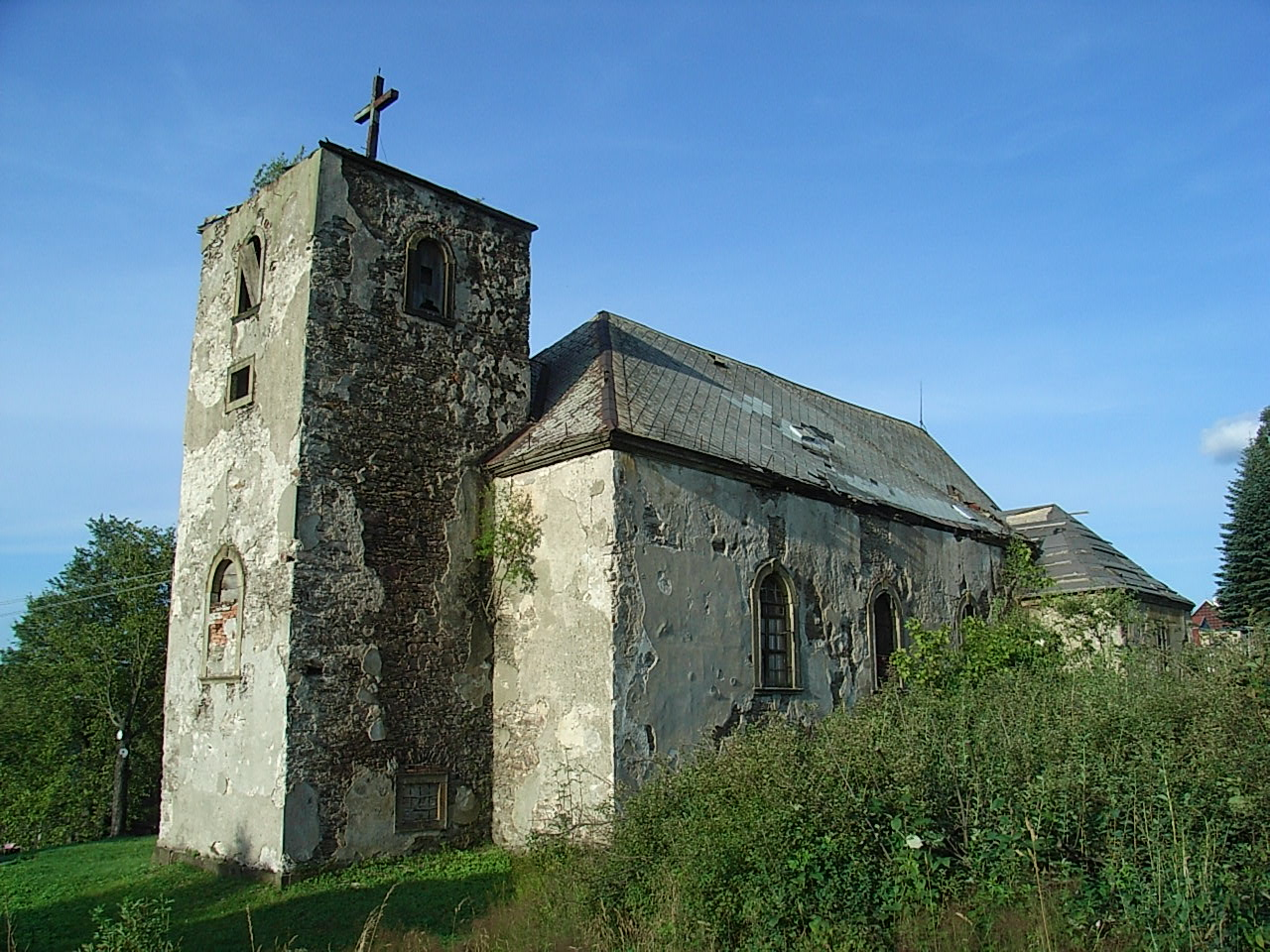
Ruine der Kirche des Erzengel Michael

1564 war die erste schriftliche Erwähnung im Hamfescht, ausgestellt auf der Brüxer Burg Hněvín. Der wachsende Abbau von Erz und Kohle führte wohl zur Gründung der Gemeinde. 1585 wurde die Brüxer Burg mit allen Gemeinden an Ladislav von Lobkowicz verkauft. 1591 zerstörte Bohuslav von Lobkowicz die protestantische Kirche.
1599, 1611, 1613 und 1680 entvölkerte die Pest den ganzen Ort. 1629 wurde das Dorf zwangskatholisiert. Während der schwedischen militärischen Besetzung 1639 wurden 44 Häuser verbrannt. 1780–1784 wurde eine neue Kirche gebaut. 1846 zählte das Dorf 121 Häuser und 961 Einwohner, ab 1850 bildete er eine Gemeinde im Gerichtsbezirk Katharinaberg. Die 1916 fertiggestellte Kirche von Mníšek wurde 1964 gesprengt.
Im 19. und 20. Jahrhundert war die Bevölkerung vor allem in der Landwirtschaft, Holzwirtschaft und in der Herstellung von Spielwaren beschäftigt. Ein großer Teil arbeitete in den Bergwerken in Sachsen. Nach dem Ende des Zweiten Weltkriegs bis 1947 wurden die deutschen Einwohner über Internierungslager, entsprechend den Beneš-Dekreten, vertrieben.

## Sehenswürdigkeiten
- Kirche des Erzengels Michael, erbaut 1779–1784
- Statue des hl. Johannes von Nepomuk, geschaffen 1777
- Jagdschlösschen Lniště
- beim Ortsteil Mníšek: der kleine Aussichtsturm Jeřabina (Haselstein)

## Söhne und Töchter der Gemeinde
- Harald Thiel (1931–2002), deutscher Künstler